# Maison Guiette
Maison Guiette hay Nhà Guiette còn được gọi là Les Peupliers là một dinh thự nằm ở Antwerp, Bỉ. Nó được thiết kế vào năm 1926 bởi Le Corbusier và xây dựng vào năm 1927. Nơi đây là phòng thu và nơi sinh sống của René Guiette, một họa sĩ và nhà phê bình nghệ thuật người Bỉ. Đây là một trong những công trình ít được biết đến của Le Corbusier, nhưng đã trở nên nổi tiếng sau khi nó được UNESCO công nhận là Di sản thế giới vào năm 2016 cùng với 16 công trình kiến trúc khác đại diện cho Phong cách Kiến trúc Quốc tế.